# Weiding (Landkreis Schwandorf)
Weiding je obec v Německu ve vládním obvodě Horní Falc v zemském okrese Schwandorf ve spolkové zemi Bavorsko. Obec je členem správního společenství Schönsee.

## Poloha
Weiding se nachází v regionu Oberpfalz-Mitte na státní silnici 2154 na východním svahu 835 m vysoké hory Frauenstein.

### Sousední obce
Sousední obce (od severu ve směru hodinových ručiček) jsou: Schönsee, Stadlern v okrese Schwandorf, Tiefenbach v okrese Cham a Winklarn opět v okrese Schwandorf. 
| Růžice kompasu | Schönsee | Schönsee                       | Stadlern   | Růžice kompasu |
| Růžice kompasu | Winklarn | Sever                          | Tiefenbach | Růžice kompasu |
| Růžice kompasu | Winklarn | Weiding (Landkreis Schwandorf) | Tiefenbach | Růžice kompasu |
| Růžice kompasu | Winklarn | Jih                            | Tiefenbach | Růžice kompasu |
| Růžice kompasu | Winklarn | Tiefenbach                     | Tiefenbach | Růžice kompasu |

## Historie
V historickém okrese Oberviechtach je Weiding jedinou obcí s koncovkou -ing. To toponomasticky svědčí o raném, německy mluvícím osídlení před přelomem prvního tisíciletí. Místopisná koncovka -ing, přípona odkazující k příslušnosti ke skupině lidí, je mnohem častější v Dolním Bavorsku. Četná starší sídla v oblasti Horní Falce byla založena Slovany, například blízký Teunz a Gleiritsch.
Obec Weiding patřila dědičně k hradu Frauenstein (Weiding), jehož počátky jsou zahaleny tajemstvím. Ve druhé polovině 13. století koupil panství Frauenstein od Fridricha Sigenhofera dolnobavorský vévoda Jindřich. Ve 14. století se Frauenstein a s ním i obec Weiding staly lénem zemí Koruny české. Jako další majitelé následovali Satzenhoferové, Zengerové, Fuchsové a majitelé z rodu Murachů. "Dne 29. ledna 1580 císař Rudolf II. udělil do zástavy Andreasi Jiřímu z Murachu na Kürnberg a Winklarnu a jeho manželce Anně, dceři zemřelého Hanse Fuchse ze Schneebergu, dva pusté hrady Frauenstein a Reichenstein, městečko Schönsee a vesnice Weiding atd." 26. listopadu 1605 obdržel Hans Friedrich Fuchs císařský lenní list. Jeho majetkem se staly hrady Frauenstein a Reichenstein, dnes zřícenina hradu Reichenstein, městečko Schönsee, a vsi Weiding, Pondorf, Gaisthal, Schönau, Stadlern a Schwand s hamrem. V následujících desetiletích Weiding často měnil majitele až se v roce 1803 během sekularizačních majetkových změn v Bavorsku dostal v dražbě do rukou Viléma Svobodného pána von Eckart.
Bratislavský mír v roce 1805 ukončil české korunní léno a s ním spojené spory mezi Českým královstvím a bavorským kurfiřtstvím. Weiding patřil k Bavorskému království oficiálně od roku 1807 do roku 1918;od roku 1818 jako samostatná obec.

### 19. a 20. století
V roce 1828 zemřel majitel panství Vilém Svobodný pán von Eckart. Dědičkou se stala jeho dcera Kateřina Evženie, provdaná za francouzského generálporučíka Carla Du Moulina. Tak se Weiding a bývalé panství Frauenstein s vesnicí Winklarn dostaly do majetku hrabat Du Moulin-Eckartů, jejichž potomek Karl Leon Du Moulin-Eckart (1900–1991) sídlil na zámku ve Winklarnu a na zámku Bertoldsheim.
Revoluční rok 1848 přinesl konec dědičného poddanství také v Bavorském království. Sedláci byli osvobozeni od povinné roboty. Z dřívějších odvodů vrchnosti se staly daně pro všeobecnou správu. Robota a další povinnosti byly zrušeny. Soudní pravomoc byla v Bavorském království přenesena ze šlechty na nezávislý právní systém. Hrabata Du Moulin-Eckart si ponechala prezentační práva pro farnosti Schönsee, Weiding a beneficium Stadlern v diecézi Regensburg až do konce první světové války v roce 1918.

## Kultura a pamětihodnosti
- Pozůstatky hradu Frauenstein, výšinného hradu ze 13.–14. století
- Katolický kostel svatého Mikuláše v obci Weiding